# Autunno tedesco
Autunno tedesco è l'espressione coniata per definire l'atmosfera politica nella Repubblica Federale Tedesca tra il settembre e l'ottobre del 1977. Questo periodo fu caratterizzato dagli attentati compiuti dalla Rote Armee Fraktion (RAF), organizzazione terroristica di estrema sinistra nata pochi anni prima. La cosiddetta Offensiva '77 della RAF aveva come obiettivo la liberazione di alcuni membri fondatori della prima generazione della RAF e culminò nel rapimento e assassinio di Hanns-Martin Schleyer e nel dirottamento dell'aereo di linea della Lufthansa Landshut. In seguito alla liberazione degli ostaggi del Landshut i detenuti della RAF si suicidarono. L'Autunno Tedesco costituì una delle più gravi crisi nella storia della Repubblica Federale di Germania.
L'espressione "autunno tedesco" deriva dalla pellicola ad episodi "Germania in autunno" del 1978, un'opera collettiva in forma documentaristica di undici registi del "Nuovo cinema tedesco" che illustra in modo critico e da varie prospettive la risposta dello Stato al terrorismo.

## Gli eventi dell'autunno 1977
Il 5 settembre 1977 il presidente della Confindustria tedesco-occidentale ed ex ufficiale delle SS Hanns-Martin Schleyer fu rapito a Colonia; l'auto di Schleyer fu bloccata dai militanti della RAF del cosiddetto Kommando Siegfried Hausner con uno stratagemma (una carrozzina che i due terroristi Sigliende Hofmann e Peter-Jürgen Boock spinsero al centro della strada costringendo l'autista dell'industriale a fermarsi), quindi altri due terroristi, Willy Peter Stoll e Stefan Wisniewski, aprirono il fuoco e uccisero, insieme alla Hoffmann ed a Boock, l'autista e i tre agenti di scorta. I sequestratori chiesero come riscatto la liberazione di undici membri della RAF, allora detenuti.
Poiché il Governo Federale, a differenza di quanto accaduto due anni prima in occasione del rapimento di Peter Lorenz, non si mostrò disponibile ad accordare uno scambio di prigionieri, i terroristi del Fronte Popolare per la Liberazione della Palestina, alleati della RAF, il 13 ottobre del 1977 dirottarono il velivolo Landshut della Lufthansa. Al termine di un'odissea nei cieli di numerosi stati arabi durante la quale i dirottatori uccisero il capitano Jurgen Schumann, l'aereo fece scalo all'aeroporto di Mogadiscio, capitale della Somalia. Qui, intorno alle 00:30 del 18 ottobre, l'unità militare di élite tedesca GSG 9 fece irruzione nel velivolo. Alle 00:38 fu diramato dalla radio tedesca un comunicato straordinario che dichiarava: "tutti gli ostaggi sono stati liberati; al momento non è dato sapere se vi siano morti o feriti..." Gli 86 ostaggi erano stati liberati ed erano incolumi.
Poco dopo, durante la notte tra il 17 e il 18 ottobre 1977, la cosiddetta "Notte della morte a Stammheim", i membri della RAF detenuti nel carcere di Stammheim (Stoccarda) Andreas Baader, Gudrun Ensslin e Jan-Carl Raspe si suicidarono. Un'altra detenuta dello stesso carcere, Irmgard Möller, sarebbe sopravvissuta nonostante quattro coltellate al cuore.
In risposta all'operazione con cui erano stati liberati gli ostaggi del Landshut, Hanns-Martin Schleyer fu ucciso dai suoi rapitori. Il suo corpo fu ritrovato la sera del 19 ottobre a Mulhouse, in Alsazia.

## La situazione sociopolitica
Dopo l'arresto dei membri della prima generazione della RAF, nel 1972, il capitolo del terrorismo di sinistra sembrava ormai concluso, ma ben presto si constatò che la RAF aveva dato vita a una seconda generazione. Grazie al sostegno di alcuni avvocati, tra cui Klaus Croissant e Siegfried Haag, in seguito condannati per terrorismo, la RAF riuscì a reclutare nuovi combattenti armati. Inoltre gli avvocati fornivano informazioni sempre aggiornate sui membri incarcerati della prima generazione non solo agli attivisti politici di sinistra, ma anche ai media. Lo stato venne accusato di tenere i prigionieri in regime di isolamento e venne invocato per loro lo status di prigionieri di guerra. Tra il 1972 e il 1977 vi furono sei scioperi della fame, a cui parteciparono circa 90 detenuti. A seguito di uno di questi Holger Meins, nel 1974, perse la vita nel penitenziario di Wittlich. Nel 1975 iniziò una nuova serie di attentati.
I nuovi eventi polarizzarono l'opinione pubblica e la RAF e le sue operazioni divennero un tema centrale nel panorama mediatico tedesco. Le forze dell'ordine ricorsero a nuovi metodi investigativi, tra cui l'analisi incrociata delle banche dati informatiche. In questo modo fu possibile identificare alcuni terroristi, ma divennero oggetto delle indagini della polizia anche cittadini completamente estranei ai fatti. Inoltre i blocchi stradali, i controlli dei documenti di identità e la presenza diffusa di poliziotti armati erano ormai parte della quotidianità, come anche la paura di nuovi attentati.
Sia la sinistra extraparlamentare, sia vasti settori sociali di impronta socialdemocratica o liberale temevano di veder lesi i propri diritti fondamentali e avrebbero preferito il confronto ideologico con la RAF. Coloro però che si interrogavano sulle ragioni che avevano portato alla nascita del terrorismo venivano accusati di non avere il necessario distacco dagli eventi, se non addirittura di essere simpatizzanti della RAF. Così si espresse l'allora ministro degli interni, nell'aprile del 1977, in un discorso alla commissione giustizia e affari interni del Bundestag:
Occorre dare il via a una campagna che miri a privare la RAF della solidarietà di cui ancora gode in vasti settori della popolazione, a privarla dei suoi fiancheggiatori o, quanto meno, dei suoi simpatizzanti. I terroristi si nutrono di questo humus. E si nutrono anche del consenso che riscuotono in certi circoli benestanti ed elitari che, di fatto, non tracciano una chiara linea di demarcazione [tra chi sta con lo Stato e chi sta contro lo Stato].
Già nel 1972, il Premio Nobel per la letteratura Heinrich Böll aveva pubblicato sulla rivista Spiegel la sua arringa "Will Ulrike Gnade oder freies Geleit?", affrontando con distanza critica e oggettività i temi della RAF e criticando aspramente il sensazionalismo giornalistico del quotidiano Bild. Contrariamente alle sue aspettative, Böll fu bollato come un simpatizzante del terrorismo. Forse i suoi detrattori videro avvalorata la propria tesi anche a causa del titolo dell'articolo sullo Spiegel. Il modo apparentemente confidenziale di rivolgersi alla terrorista chiamandola "Ulrike", invece, non compariva nel testo originale di Böll. In risposta agli articoli di condanna pubblicati soprattutto dalla casa editrice Springer, nel 1974 Boll pubblicò il racconto "Die verlorene Ehre der Katharina Blum", dando voce ad una feroce critica rivolta al sensazionalismo giornalistico riguardante il terrorismo di sinistra. Ciò ha portato a un ulteriore irrigidimento dei fronti giornalistici.
Il 25 aprile 1977 uno studente dell'università di Gottinga pubblicò sulla rivista studentesca Göttinger Nachrichten , firmandosi con lo pseudonimo "Il mescalero di Gottinga", un articolo dal titolo "Buback - Un necrologio" , nella cui introduzione afferma di non riuscire a nascondere "una certa soddisfazione per la morte del procuratore generale Buback". Andando avanti nel testo, pur confermando la sua simpatia per gli obiettivi politici della RAF, critica la loro strategia basata sulla violenza perché, a suo avviso, era una strada senza uscita. Ebbe una vasta eco soprattutto l'introduzione del testo il quale, però, venne in seguito censurato. In segno di protesta venne ripubblicato più volte con un'introduzione firmata da 48 professori universitari su diversi canali mediatici antagonisti. Contro i direttori responsabili e i docenti firmatari vennero intraprese più di 140 azioni legali, che si conclusero però tutte con delle assoluzioni.

## Le reazioni del mondo politico
Durante l'Autunno Tedesco i partiti si rivolsero reciprocamente aspre accuse. La CDU/CSU, all'opposizione, sospettava che la coalizione social-liberale SPD/FDP al governo, sotto la guida di Helmut Schmidt (SPD), fosse ideologicamente vicina ai terroristi. La coalizione di governo dal canto suo accusava l'opposizione di reagire in modo eccessivamente emotivo all'emergenza terrorismo e le attribuiva l'intenzione di voler trasformare la Repubblica Federale in uno Stato di polizia.
Nonostante questi contrasti, o forse proprio per cercare di risolverli, il cancelliere Schmidt istituì, immediatamente dopo il rapimento di Hanns Martin Schleyer, una unità di crisi composta da rappresentanti di tutti i gruppi parlamentari del Bundestag. Lo storico Wolfgang Kraushaar avrebbe poi definito questo frangente storico uno "stato di eccezione non dichiarato”. Le vaste intese politiche condussero nell'autunno del 1977 al varo di una legge che creò le premesse giuridiche per interdire la comunicazione tra i detenuti. Questo divieto riguardava anche i colloqui con i propri legali. Inoltre nel codice di procedura penale fu introdotta una clausola che prevedeva un limite massimo (3) per il numero di avvocati nominabili dall'imputato. Già nel 1976 con l'articolo 129a del Codice penale era stato istituito il reato di “costituzione di associazione terroristica".

### Materiale filmico
- Germania in autunno (Deutschland im Herbst) - cortometraggi e brevi reportage di vari autori del Nuovo cinema tedesco, Repubblica federale di Germania 1978, regia di: Rainer Werner Fassbinder, Volker Schlöndorff, Alexander Kluge, Edgar Reitz e altri.
- Todesspiel - documentario drammatico televisivo in due parti (Parte 1: ,Volksgefängnis Parte 2: Die Entführung der Landshut),  Germania 1997, regia di Heinrich Breloer.
- L'autunno tedesco - documentario trasmesso da BR-alpha, 2005.
- Mogadischu - adattamento cinematografico e trasmesso in televisione, Germania 2008, regia di Roland Suso Richter.
- La banda Baader Meinhof - Documentario cinematografico e televisivo, Germania 2008, regia di Uli Edel, sceneggiatura e produzione di Bernd Eichinger.
- Die Anwälte - Eine deutsche Geschichte - Documentario cinematografico, Germania 2009, regia di Birgit Schulz.